# Imanol Zubero Beascoechea
Imanol Zubero Beascoechea (Bilbao, 1961) és un sociòleg i polític basc. Doctor en Sociologia per la Universitat de Deusto (1991) i diplomat en Teologia per la Universitat de Deusto (1985), és professor titular de Sociologia en la Universitat del País Basc (1996). Especialitzat en Sociologia del Treball. Fins al moment ha dirigit vuit tesi doctorals i ha realitzat diverses investigacions sobre exclusió, drets socials i ocupació. Sobre aquestes qüestions ha publicat nombrosos articles, capítols de llibres i diversos llibres.
Professor en màsters, cursos d'estiu i cursos de postgrau en les Universitats de Deusto, Burgos, La Rioja, Còrdova, Badajoz i Granada. Ha estat impulsor i participant actiu en diversos moviments socials i iniciatives ciutadanes: objecció de consciència, solidaritat internacional, govern local. Sobre aquestes qüestions ha impartit nombroses conferències, seminaris i màsters, contant a més amb abundants publicacions. La "qüestió basca" ha estat objecte permanent d'acció i de reflexió. Impulsor des dels seus inicis de la Coordinadora Gesto por la Paz d'Euskal Herria, ha estat un dels fundadors de la iniciativa ciutadana Aldaketa-Cambio por Euskadi.
També és columnista en l'edició per al País Basc del diari El País (1997-2005), i d'ací al 2008 ha publicat una columna dominical en el diari El Correo (Grup Vocento). En l'actualitat és President de l'Associació Basca de Sociologia i Ciència Política i membre dels consells de redacció o editorials de les següents revistes: Inguruak (revista basca de sociologia i ciència política), Sociología del Trabajo, Lan Harremank (revista de relacions laborals), El Valor de la Palabra/Hitzaren Balioa (editada per la Fundació Fernando Buesa Blanco), Documentación Social, i Revista Española del Tercer Sector.
Políticament milita a PSE-EE, partit pel qual fou escollit regidor a l'ajuntament d'Alonsotegi (Biscaia) de 2002 a 2007 i senador per Biscaia a les eleccions generals espanyoles de 2008.